# Siège de Chantilly (1421)
Guerre de Cent Ans
Batailles
Le siège de Chantilly se déroule en octobre 1421, durant la guerre de Cent Ans, lorsque les forces anglo-bourguignonnes, menées par Jacques Paynel, contraignent Jacqueline de Paynel à rendre la forteresse de Chantilly.

## Préambule
En 1421, la guerre de Cent Ans est marquée par la domination anglo-bourguignonne dans le nord de la France, consolidée par le traité de Troyes (1420). La région de l’Île-de-France, autour de Senlis, Creil, et Chantilly, est un théâtre de tensions entre les Armagnacs, fidèles au dauphin Charles, et les Bourguignons, alliés des Anglais. Le château de Chantilly, une forteresse stratégique contrôlée par Jacqueline Paynel, veuve de Pierre II d’Orgemont (mort à Azincourt en 1415) et de Jean de Fayel, vicomte de Breteuil (mort en mars 1421), est un bastion armagnac assiégé par les Anglo-Bourguignons.
Depuis 1417, Chantilly, renforcée sous Pierre II d’Orgemont et Jean de Fayel, résiste aux Bourguignons de Senlis et Creil, malgré des incursions fréquentes et des trêves précaires. Après la mort de Jean de Fayel, Jacqueline Paynel conclut une trêve avec Senlis le 25 mars 1421, interdisant les communications entre les deux villes. Cependant, la pression anglo-bourguignonne s’intensifie, menaçant Chantilly d’un siège.

## Siège
En octobre 1421, Jacques Paynel, seigneur d’Olonde et chambellan du duc de Bourgogne, agit pour le compte du duc de Bedford et du duc de Bourgogne. Il négocie avec Jacqueline Paynel, qui réside dans le château avec sa nièce Jeanne Paynel, son fils mineur Pierre III d’Orgemont, et une garnison réduite comprenant plusieurs écuyers, leurs familles, et des serviteurs. 
La forteresse, décrite comme « très forte » grâce aux travaux de fortification réalisés entre 1386 et 1393, résiste initialement. Cependant, Jacqueline, veuve pour la deuxième fois et menacée d’un siège, conclut un traité avec Jacques Paynel, son cousin, pour remettre Chantilly aux Anglo-Bourguignons sans combat,. La reddition, officialisée par des lettres de rémission de Charles VI en novembre 1421, épargne les vies des occupants, mais les villages environnants sont ruinés avec l'avancée des troupes ayant tentés d'assiéger Chantilly.

## Conséquences
La reddition de Chantilly renforce le contrôle anglo-bourguignon sur la vallée de l’Oise, affaiblissant les positions armagnacs dans l’Île-de-France. Jacqueline Paynel et sa nièce Jeanne Paynel passent sous la tutelle de Jacques Paynel, qui soutient les Anglo-Bourguignons. Les villages autour de Chantilly, pillés lors du siège, subissent les ravages de la guerre, exacerbés par les incursions des deux camps. Le siège s’inscrit dans une série d’opérations anglo-bourguignonnes, précédant le siège de Meaux (octobre 1421 – mai 1422).